# مسابقات فرمول یک فصل ۱۹۷۴
مسابقات فرمول یک فصل ۱۹۷۴ در سال ۱۹۷۴ میلادی برگزار شد. در این مسابقات امرسون فیتی پالدی (به انگلیسی: Emerson Fittipaldi) از تیم مک‌لارن و با خودروی فورد به قهرمانی رسید وی که در آغاز مسابقه در خط ۲ قرار داشت، بهترین زمان خود را در دور ۰ به دست آورد و در مجموع صاحب ۵۵ امتیاز شد.